# Ivan Cooper
Ivan Averill Cooper (* Januar 1944; † 26. Juni 2019) war ein nordirischer Politiker und Mitglied des Parlaments von Nordirland. Bekannt wurde er vor allem als Anführer einer Demonstration gegen die Internierungen am 30. Januar 1972, die mit dem Massaker des Bloody Sunday in Derry endete.

## Leben
Cooper wurde 1944 in einer protestantischen Arbeiterfamilie in Killaloo in der Grafschaft Londonderry geboren und zog später in das Bogside genannte Viertel in Derry. Er war kurze Zeit ein Mitglied des Ulster Young Unionist Councils, bis er sich 1965 der Northern Ireland Labour Party anschloss. Durch sein Engagement für Gewaltlosigkeit wurde er zu einer der Hauptfiguren der Bürgerrechtsbewegung Northern Ireland Civil Rights Association während der späten 1960er Jahre. Im Jahr 1968 verließ er die Labour Party und gründete das Derry Citizens’ Action Committee.
Im Gegensatz zur traditionellen Politik Nordirlands, die in ein protestantisch-unionistisches und katholisch-nationalistisches Lager gespalten ist, glaubte Cooper, dass Katholiken und Protestanten zusammenarbeiten könnten, insbesondere die Arbeiterklassen beider Konfliktparteien, da diese größere gemeinsame Interessen teilen würden. Von protestantischer Seite wurde er deshalb vielfach als Verräter angesehen.
1969 wurde Cooper bei den Wahlen zum nordirischen Parlament im Wahlkreis Mittel-Londonderry gewählt. Der Wahlkreis war zuvor von der Nationalist Party gehalten worden. Cooper war später eines der Gründungsmitglieder der Social Democratic and Labour Party (SDLP) und organisierte am Sonntag, dem 30. Januar 1972, einen Marsch für Bürgerrechte und gegen die Internierungspolitik der Briten. Am Ende dieses Marsches erschossen Soldaten eines britischen Fallschirmjägerregiments 13 Demonstranten und verletzten 14 weitere. Die Soldaten erklärten, sie seien von Heckenschützen angegriffen worden. Dem widersprachen Teilnehmer des Bürgerrechtsmarsches. Mit der Veröffentlichung des Untersuchungsberichtes, des sogenannten Saville-Reports, am 15. Juni 2010 wurde öffentlich belegt, dass die Soldaten das Feuer auf die unbewaffneten Opfer eröffnet hatten.
Cooper erklärte in einem Interview: „Bloody Sunday hatte solch einen vernichtenden Effekt auf mein Leben, dass es ein Geist war, den ich zur Ruhe bringen musste.“
Nach der Vertagung des nordirischen Parlaments 1972 wurde Cooper im Wahlkreis Mid-Ulster in die Northern Ireland Assembly (1973) und die Northern Ireland Constitutional Convention (1975) gewählt. Des Weiteren war er der Kandidat der SDLP in den Wahlen zum britischen Parlament in Westminster im Februar 1974 und Oktober 1974. Seine Kandidatur im Februar führte zu einer Spaltung im katholisch-nationalistischen Lager und besiegelte damit die Niederlage der unabhängigen Bernadette McAliskey, die bisher den Wahlkreis in London vertrat.
2002 verfilmte Paul Greengrass die Geschehnisse vom 30. Januar 1972 aus der Sicht des damals am Marsch beteiligten Ivan Cooper, der von James Nesbitt gespielt wurde, unter dem Titel Bloody Sunday. Zu diesem Film äußerte sich Cooper wie folgt:

„I assist this film, because I believe the more people who see this film will see the injustice which was done that day by the [British] Army, first of all, and then by the [British] government itself endeavoring to cover up the damage they had done. […] that’s my mission in life.“

„Ich unterstütze diesen Film, da ich glaube, je mehr Leute diesen Film sehen, desto mehr werden auch das Unrecht sehen, das an diesem Tag erstens durch die [britische] Armee, und dann auch durch die Bemühungen der [britischen] Regierung selbst begangen wurde, die versuchten, den Schaden, den sie angerichtet hatten, zu vertuschen […] das ist meine Aufgabe im Leben.“

Ivan Cooper starb im Juni 2019 im Alter von 75 Jahren.